# Etrian Mystery Dungeon
Etrian Mystery Dungeon (世界樹と不思議のダンジョン, Sekaiju to Fushigi no Dungeon) est un jeu vidéo de type dungeon crawler développé par Spike Chunsoft et édité par Atlus, sorti en 2015 sur Nintendo 3DS.

## Système de jeu
Le jeu reprend le système de classes et de personnalisation de la série Etrian Odyssey mais adapte le gameplay de dungeon crawler a celui de la série Donjon mystère.

## Accueil
- Jeuxvideo.com : 15/20[1]